# Italien i olympiska vinterspelen 1976
Italien deltog i olympiska vinterspelen 1976. Italiens trupp bestod av 58 idrottare, 47 var män och 11 var kvinnor.

## Medaljer

### Guld
- Alpin skidåkning
  - Slalom herrar: Piero Gros

### Silver
- Alpin skidåkning
  - Slalom herrar: Gustav Thöni
  - Slalom damer: Claudia Giordani

### Brons
- Alpin skidåkning
  - Störtlopp herrar: Herbert Plank

## Trupp
- Alpin skidåkning
  - Piero Gros
  - Claudia Giordani
  - Gustavo Thoeni
  - Herbert Plank
  - Franco Bieler
  - Wanda Bieler
  - Wilma Gatta
  - Paola Hofer
  - Jolanda Plank
  - Fausto Radici
  - Erwin Stricker
  - Rolando Thoeni
- Skidskytte
  - Willy Bertin
  - Pierantonio Clementi
  - Lino Jordan
  - Luigi Weiss
- Bob
  - Giorgio Alverà
  - Adriano Bee
  - Lino Benoni
  - Francesco Butteri
  - Nevio de Zordo
  - Ezio Fiori
  - Franco Perruquet
  - Roberto Porzia
  - Piero Vegnuti
- Längdskidåkning
  - Tonio Biondini
  - Giulio Capitanio
  - Renzo Chiocchetti
  - Carlo Favre
  - Ulrico Kostner
  - Fabrizio Pedranzini
  - Roberto Primus
- Konståkning
  - Stefania Bertele
  - Walter Cecconi
  - Lamberto Ceserani
  - Matilde Ciccia
  - Susanna Driano
  - Luigi Freroni
  - Isabella Rizzi
- Rodel
  - Karl Brunner
  - Karl Feichter
  - Sarah Felder
  - Peter Gschnitzer
  - Ernst Haspinger
  - Paul Hildgartner
  - Walter Plaikner
  - Maria Luise Rainer
- Nordisk kombination
  - Modesto De Silvestro
  - Francesco Giacomelli (Deltog även i backhppning)
- Backhoppning
  - Marcello Bazzana
  - Leo De Crignis
  - Lido Tomasi
- Hastighetsåkning på skridskor
  - Ivano Bamberghi
  - Maurizio Marchetto
  - Floriano Martello
  - Giovanni Panciera
  - Bruno Toniolli
  - Loris Vellar